# Wspieram.to
Wspieram.to – polskojęzyczna crowdfundingowa strona internetowa, na której przeprowadzane są zbiórki pieniędzy w celu sfinansowania różnorodnych projektów z wielu dziedzin życia. Finansowane są tam projekty takie jak filmy, animacje, gry komputerowe, karciane, planszowe, komiksy, albumy muzyczne, a także projekty związane ze sztuką, modą, fotografią, publicystyką, teatrem, tańcem, jedzeniem oraz nowoczesnymi technologiami. 
Strona została otwarta w 2013 r. W 2015 r. na stronie opublikowano ponad 800 projektów, z czego ok. 50% zostało ufundowanych, przy pomocy ponad 70.000 osób. W 2016 r. firma była wymieniona jako jedna z czterech  największych firm crowdfundingowych w Polsce. Firma ma siedzibę w Szczecinie.
Strona operowała też powiązaną witryne pomagamy.im, w ramach której realizowane były projekty w kategoriach wolontariatu i akcji społecznych.
Ambasadorami wpieram.to są m.in. Paweł Tkaczyk, Krzysztof Gonciarz, czy Jurek Owsiak.